# Wybory prezydenckie w Stanach Zjednoczonych
Tutaj przedstawiane są wyniki wyborów prezydenckich w Stanach Zjednoczonych. Podani zostali tylko ci kandydaci, którzy uzyskali co najmniej 1 głos elektorski. Pogrubioną czcionką wyróżniono zwycięzców wyborów.

## Wybory prezydenckie w Stanach Zjednoczonych w 1789 roku
- George Washington (Wirginia, bezpartyjny) 69 głosów elektorskich
- John Adams (Massachusetts, Partia Federalistyczna) 34 głosy elektorskie
- John Jay (Nowy Jork, Partia Federalistyczna) 9 głosów elektorskich
- Robert H. Harrison (Maryland, Partia Federalistyczna) 6 głosów elektorskich
- John Rutledge (Karolina Południowa, Partia Federalistyczna) 6 głosów elektorskich
- John Hancock (Massachusetts, Partia Federalistyczna) 4 głosy elektorskie
- George Clinton (Nowy Jork, Partia Demokratyczno-Republikańska) 3 głosy elektorskie
- Samuel Huntington (Connecticut, Partia Federalistyczna) 2 głosy elektorskie
- John Milton (Georgia, Partia Federalistyczna) 2 głosy elektorskie
- James Armstrong (Georgia, Partia Federalistyczna) 1 głos elektorski
- Benjamin Lincoln (Massachusetts, Partia Federalistyczna) 1 głos elektorski
- Edward Telfair (Georgia, Partia Demokratyczno-Republikańska) 1 głos elektorski

## Wybory prezydenckie w Stanach Zjednoczonych w 1792 roku
- George Washington (Wirginia, bezpartyjny, urzędujący Prezydent) 132 głosy elektorskie
- John Adams (Massachusetts, Partia Federalistyczna) 77 głosów elektorskich
- George Clinton (Nowy Jork, Partia Demokratyczno-Republikańska) 50 głosów elektorskich
- Thomas Jefferson (Wirginia, Partia Demokratyczno-Republikańska) 4 głosy elektorskie
- Aaron Burr (Nowy Jork, Partia Demokratyczno-Republikańska) 1 głos elektorski

## Wybory prezydenckie w Stanach Zjednoczonych w 1796 roku
- John Adams (Massachusetts, Partia Federalistyczna) 71 głosów elektorskich
- Thomas Jefferson (Wirginia, Partia Demokratyczno-Republikańska) 68 głosów elektorskich
- Thomas Pinckney (Karolina Południowa, Partia Federalistyczna) 59 głosów elektorskich
- Aaron Burr (Nowy Jork, Partia Demokratyczno-Republikańska) 30 głosów elektorskich
- Samuel Adams (Massachusetts, Partia Federalistyczna) 15 głosów elektorskich
- Oliver Ellsworth (Connecticut, Partia Federalistyczna) 11 głosów elektorskich
- George Clinton (Nowy Jork, Partia Demokratyczno-Republikańska) 7 głosów elektorskich
- John Jay (Nowy Jork, Partia Federalistyczna) 5 głosów elektorskich
- James Iredell (Karolina Północna, Partia Federalistyczna) 3 głosy elektorskie
- George Washington (Wirginia, bezpartyjny, urzędujący prezydent) 2 głosy elektorskie (dostał je, mimo iż oficjalnie oświadczył, że nie kandyduje na trzecią kadencję)
- John Henry (Maryland, Partia Demokratyczno-Republikańska) 2 głosy elektorskie
- Samuel Johnston (Karolina Północna, Partia Federalistyczna) 2 głosy elektorskie
- Charles Pinckney (Karolina Południowa, Partia Federalistyczna) 1 głos elektorski

## Wybory prezydenckie w Stanach Zjednoczonych w 1800 roku
- Thomas Jefferson (Wirginia, Partia Demokratyczno-Republikańska) 73 głosy elektorskie
- Aaron Burr (Nowy Jork, Partia Demokratyczno-Republikańska) 73 (?) głosy elektorskie
- John Adams (Massachusetts, Partia Federalistyczna, urzędujący Prezydent) 65 głosów elektorskich
- Charles Pinckney (Karolina Południowa, Partia Federalistyczna) 64 głosy elektorskie
- John Jay (Nowy Jork, Partia Federalistyczna) 1 głos elektorski

## Wybory prezydenckie w Stanach Zjednoczonych w 1804 roku
- Thomas Jefferson (Wirginia, Partia Demokratyczno-Republikańska, urzędujący Prezydent) 72,8% głosów powszechnych, 162 głosy elektorskie
- Charles Pinckney (Karolina Południowa, Partia Federalistyczna) 27,2% głosów powszechnych, 14 głosów elektorskich

## Wybory prezydenckie w Stanach Zjednoczonych w 1808 roku
- James Madison (Wirginia, Partia Demokratyczno-Republikańska) 64,7% głosów powszechnych, 122 głosy elektorskie
- Charles Pinckney (Karolina Południowa, Partia Federalistyczna) 32,4% głosów powszechnych, 47 głosów elektorskich
- George Clinton (Nowy Jork, Partia Demokratyczno-Republikańska) 6 głosów elektorskich

## Wybory prezydenckie w Stanach Zjednoczonych w 1812 roku
- James Madison (Wirginia, Partia Demokratyczno-Republikańska, urzędujący Prezydent) 50,4% głosów powszechnych, 128 głosów elektorskich
- DeWitt Clinton (Nowy Jork, Partia Federalistyczna) 47,6% głosów powszechnych, 89 głosów elektorskich

## Wybory prezydenckie w Stanach Zjednoczonych w 1816 roku
- James Monroe (Wirginia, Partia Demokratyczno-Republikańska) 68,2% głosów powszechnych, 183 głosy elektorskie
- Rufus King (Nowy Jork, Partia Federalistyczna) 30,9% głosów powszechnych, 34 głosy elektorskie

## Wybory prezydenckie w Stanach Zjednoczonych w 1820 roku
- James Monroe (Wirginia, Partia Demokratyczno-Republikańska, urzędujący Prezydent) 100% głosów elektorskich, 231 głosów elektorskich
- John Quincy Adams, (Massachusetts, Partia Demokratyczno-Republikańska) 1 głos elektorski

## Wybory prezydenckie w Stanach Zjednoczonych w 1824 roku
- Andrew Jackson (Tennessee, Partia Demokratyczno-Republikańska) 41,3% głosów powszechnych, 99 głosów elektorskich
- John Quincy Adams, (Massachusetts, Partia Demokratyczno-Republikańska) 30,9% głosów powszechnych, 84 głosy elektorskie
- William Crawford (Georgia, Partia Demokratyczno-Republikańska) 11,2% głosów powszechnych, 41 głosów elektorskich
- Henry Clay (Kentucky, Partia Demokratyczno-Republikańska) 13% głosów powszechnych, 37 głosów elektorskich

## Wybory prezydenckie w Stanach Zjednoczonych w 1828 roku
- Andrew Jackson (Tennessee, Partia Demokratyczna) 56% głosów powszechnych, 178 głosów elektorskich
- John Quincy Adams (Massachusetts, Narodowi Republikanie, urzędujący Prezydent) 43,6% głosów powszechnych, 83 głosy elektorskie

## Wybory prezydenckie w Stanach Zjednoczonych w 1832 roku
- Andrew Jackson (Tennessee, Partia Demokratyczna, urzędujący Prezydent), 54,2% głosów powszechnych, 219 głosów elektorskich
- Henry Clay (Kentucky, Narodowi Republikanie) 37,4% głosów powszechnych, 49 głosów elektorskich
- John Floyd (Wirginia, Partia Niezależnych) 11 głosów elektorskich
- William Wirt (Maryland, Partia Antymasońska) 7,8% głosów powszechnych, 7 głosów elektorskich

## Wybory prezydenckie w Stanach Zjednoczonych w 1836 roku
- Martin Van Buren (Nowy Jork, Partia Demokratyczna) 50,8% głosów powszechnych, 170 głosów elektorskich
- William Henry Harrison (Ohio, Partia Wigów) 36,6% głosów powszechnych, 73 głosy elektorskie
- Hugh Lawson White (Tennessee, Partia Wigów) 9,7% głosów powszechnych, 26 głosów elektorskich
- Daniel Webster (Massachusetts, Partia Wigów) 2,7% głosów powszechnych, 14 głosów elektorskich
- Willie Person Mangum (Karolina Północna, Partia Wigów) 11 głosów elektorskich

## Wybory prezydenckie w Stanach Zjednoczonych w 1840 roku
- William Henry Harrison (Ohio, Partia Wigów) 52,9% głosów powszechnych, 234 głosy elektorskie
- Martin Van Buren (Nowy Jork, Partia Demokratyczna, urzędujący Prezydent 46,8% głosów powszechnych, 60 głosów elektorskich

## Wybory prezydenckie w Stanach Zjednoczonych w 1844 roku
- James Polk (Tennessee, Partia Demokratyczna) 49,5% głosów powszechnych, 170 głosów elektorskich
- Henry Clay (Kentucky, Partia Wigów 48,1% głosów powszechnych, 105 głosów elektorskich

## Wybory prezydenckie w Stanach Zjednoczonych w 1848 roku
- Zachary Taylor (Luizjana, Partia Wigów) 47,3% głosów powszechnych, 163 głosy elektorskie
- Lewis Cass (Michigan, Partia Demokratyczna) 42,5% głosów powszechnych, 127 głosów elektorskich

## Wybory prezydenckie w Stanach Zjednoczonych w 1852 roku
- Franklin Pierce (New Hampshire, Partia Demokratyczna) 50,8% głosów powszechnych, 254 głosy elektorskie
- Winfield Scott (New Jersey, Partia Wigów) 43,9% głosów powszechnych, 42 głosy elektorskie

## Wybory prezydenckie w Stanach Zjednoczonych w 1856 roku
- James Buchanan (Pensylwania, Partia Demokratyczna) 45,3% głosów powszechnych, 174 głosy elektorskie
- John C. Frémont (Kalifornia, Partia Republikańska) 33,1% głosów powszechnych, 114 głosów elektorskich
- Millard Fillmore (Nowy Jork, Partia Wigów) 21,6% głosów powszechnych, 8 głosów elektorskich

## Wybory prezydenckie w Stanach Zjednoczonych w 1860 roku
- Abraham Lincoln (Illinois, Partia Republikańska) 39,8% głosów powszechnych, 180 głosów elektorskich
- John Breckinridge (Kentucky, Partia Demokratyczna) 18,1% głosów powszechnych, 72 głosy elektorskie
- John Bell (Tennessee, Partia Wigów) 12,6% głosów powszechnych, 39 głosów elektorskich
- Stephen Douglas (Illinois, Partia Demokratyczna) 29,5% głosów powszechnych, 12 głosów elektorskich

## Wybory prezydenckie w Stanach Zjednoczonych w 1864 roku
- Abraham Lincoln (Illinois, Partia Republikańska, urzędujący Prezydent) 55% głosów powszechnych, 212 głosów elektorskich
- George McClellan (New Jersey, Partia Demokratyczna) 45% głosów powszechnych, 21 głosów elektorskich

## Wybory prezydenckie w Stanach Zjednoczonych w 1868 roku
- Ulysses Grant (Illinois, Partia Republikańska) 52,7% głosów powszechnych, 214 głosów elektorskich
- Horatio Seymour (Nowy Jork, Partia Demokratyczna) 47,3% głosów powszechnych, 80 głosów elektorskich

## Wybory prezydenckie w Stanach Zjednoczonych w 1872 roku
- Ulysses Grant (Illinois, Partia Republikańska, urzędujący Prezydent) 55,6% głosów powszechnych, 286 głosów elektorskich
- Thomas Hendricks (Indiana, Partia Demokratyczna) 42 głosy elektorskie
- Benjamin Brown (Missouri, Liberalni Republikanie) 18 głosów elektorskich
- Horace Greeley (Nowy Jork, Partia Demokratyczna) 43,8% głosów powszechnych, 3 głosy elektorskie
- Charles Jenkins (Georgia, Partia Demokratyczna) 2 głosy elektorskie
- Charles O’Conor (Nowy Jork, Partia Republikańska) 1 głos elektorski

## Wybory prezydenckie w Stanach Zjednoczonych w 1876 roku
- Rutherford Hayes (Ohio, Partia Republikańska) 47,5% głosów powszechnych, 185 głosów elektorskich
- Samuel J. Tilden (Nowy Jork, Partia Demokratyczna) 51,5% głosów powszechnych, 184 głosy elektorskie

## Wybory prezydenckie w Stanach Zjednoczonych w 1880 roku
- James Garfield (Ohio, Partia Republikańska) 48,3% głosów powszechnych, 214 głosów elektorskich
- Winfield Scott Hancock (Pensylwania, Partia Demokratyczna) 48,2% głosów powszechnych, 155 głosów elektorskich

## Wybory prezydenckie w Stanach Zjednoczonych w 1884 roku
- Grover Cleveland (Nowy Jork, Partia Demokratyczna) 48,5% głosów powszechnych, 219 głosów elektorskich
- James Blaine (Maine, Partia Republikańska) 48,2% głosów powszechnych, 182 głosy elektorskie

## Wybory prezydenckie w Stanach Zjednoczonych w 1888 roku
- Benjamin Harrison (Indiana, Partia Republikańska) 47,8% głosów powszechnych, 233 głosy elektorskie
- Grover Cleveland (Nowy Jork, Partia Demokratyczna, urzędujący Prezydent) 48,6% głosów powszechnych, 168 głosów elektorskich

## Wybory prezydenckie w Stanach Zjednoczonych w 1892 roku
- Grover Cleveland (Nowy Jork, Partia Demokratyczna 46% głosów powszechnych, 277 głosów elektorskich
- Benjamin Harrison (Indiana, Partia Republikańska, urzędujący Prezydent) 43% głosów powszechnych, 145 głosów elektorskich
- James Weaver (Iowa, Partia Populistyczna) 8,5% głosów powszechnych, 22 głosy elektorskie

## Wybory prezydenckie w Stanach Zjednoczonych w 1896 roku
- William McKinley (Ohio, Partia Republikańska) – 7 104 779 głosów – 52,21% głosów (271 elektorskich)
- William Bryan (Nebraska, Partia Demokratyczna) – 6 502 925 głosów – 47,79% głosów (176 elektorskich)

## Wybory prezydenckie w Stanach Zjednoczonych w 1900 roku
- William McKinley – 7 219 530 głosów – 53,17% głosów (292 elektorskie)
- William Bryan – 6 358 071 głosów – 46,83% głosów (155 elektorskich)

## Wybory prezydenckie w Stanach Zjednoczonych w 1904 roku
- Theodore Roosevelt (Nowy Jork, Partia Republikańska) – 7 628 834 głosy-56,4% głosów (336 elektorskich)
- Alton B. Parker (Nowy Jork, Partia Demokratyczna) – 5 084 491 głosów – 37,6% głosów (140 elektorskich)

## Wybory prezydenckie w Stanach Zjednoczonych w 1908 roku
- William Taft (Ohio, Partia Republikańska) – 7 679 006 głosów – 51,6% głosów (321 elektorskich)
- William Bryan (Nebraska, Partia Demokratyczna) – 6 409 106 głosów – 43,0% głosów (162 elektorskie)

## Wybory prezydenckie w Stanach Zjednoczonych w 1912 roku
- Woodrow Wilson (New Jersey, Partia Demokratyczna) – 6 286 214 głosów – 41,8% głosów (435 elektorskich)
- Theodore Roosevelt (Nowy Jork, Partia Postępowa) – 4 126 020 głosów – 27,4% głosów (88 elektorskich)
- William Taft – 3 483 221 głosów – 23,2% głosów (8 elektorskich)

## Wybory prezydenckie w Stanach Zjednoczonych w 1916 roku
- Woodrow Wilson – 9 129 606 głosów – 49,2% głosów (277 elektorskich)
- Charles E. Hughes (Nowy Jork, Partia Republikańska) – 8 538 221 głosów – 46,1% głosów (252 elektorskie)

## Wybory prezydenckie w Stanach Zjednoczonych w 1920 roku
- Warren Harding (Ohio, Partia Republikańska) – 16 152 200 głosów – 60,3% głosów (404 elektorskie)
- James M. Cox (Ohio, Partia Demokratyczna) – 9 147 353 głosy-34,1% głosów (127 elektorskich)

## Wybory prezydenckie w Stanach Zjednoczonych w 1924 roku
- Calvin Coolidge (Massachusetts, Partia Republikańska) – 15 725 016 głosów – 54,0% głosów (382 elektorskie)
- John W. Davis (Wirginia Zachodnia, Partia Demokratyczna) – 8 385 586 głosów – 28,8% głosów (132 elektorskie)
- Robert La Follette (Wisconsin, Partia Postępowa) – 4 667 312 głosów – 16,6% głosów (13 elektorskich)

## Wybory prezydenckie w Stanach Zjednoczonych w 1928 roku
- Herbert C. Hoover (Kalifornia, Partia Republikańska) – 21 392 190 głosów – 58,2% głosów (444 elektorskie)
- Alfred E. Smith (Nowy Jork, Partia Demokratyczna) – 15 016 443 głosy-40,8% głosów (87 elektorskich)

## Wybory prezydenckie w Stanach Zjednoczonych w 1932 roku
- Franklin D. Roosevelt (Nowy Jork, Partia Demokratyczna) – 22 821 857 głosów – 57,4% głosów (472 elektorskie)
- Herbert C. Hoover – 15 761 841 głosów – 39,7% głosów (59 elektorskich)

## Wybory prezydenckie w Stanach Zjednoczonych w 1936 roku
- Franklin D. Roosevelt – 27 476 673 głosy-60,8% głosów (523 elektorskie)
- Alfred M. Landon (Kansas, Partia Republikańska) – 16 679 583 głosy-36,5% głosów (8 elektorskich)

## Wybory prezydenckie w Stanach Zjednoczonych w 1940 roku
- Franklin D. Roosevelt – 27 313 945 głosów – 54,7% głosów (449 elektorskich)
- Wendell L. Willkie (Nowy Jork, Partia Republikańska) – 22 347 744 głosów – 44,8% głosów (82 elektorskie)

## Wybory prezydenckie w Stanach Zjednoczonych w 1944 roku
- Franklin D. Roosevelt – 25 602 505 głosów – 53,4% głosów (432 elektorskie)
- Thomas Dewey (Nowy Jork, Partia Republikańska) – 22 017 929 głosów – 45,9% głosów (99 elektorskich)

## Wybory prezydenckie w Stanach Zjednoczonych w 1948 roku
- Harry Truman (Missouri, Partia Demokratyczna) – 24 105 695 głosów – 49,6% głosów (303 elektorskie)
- Thomas Dewey – 21 969 170 głosów – 45,1% głosów (189 elektorskich)
- Strom Thurmond (Karolina Południowa, Demokraci Praw Stanowych, Dixiecrat) – 1 169 021 głosów – 2,4% głosów (39 elektorskich)

## Wybory prezydenckie w Stanach Zjednoczonych w 1952 roku
- Dwight Eisenhower (Kansas, Partia Republikańska) – 33 778 963 głosy – 55,3% głosów (442 elektorskie)
- Adlai Ewing Stevenson II (Illinois, Partia Demokratyczna) – 27 314 992 głosy – 44,3% głosów (89 elektorskich)

## Wybory prezydenckie w Stanach Zjednoczonych w 1956 roku
- Dwight Eisenhower – 35 581 003 głosy – 57,4% głosów (457 elektorskich)
- Adlai Ewing Stevenson II – 25 738 765 głosów – 42,0% głosów (73 elektorskie)
- Walter Burgwyn Jones (Alabama) – 1 głos elektorski

## Wybory prezydenckie w Stanach Zjednoczonych w 1960 roku
- John F. Kennedy (Massachusetts, Partia Demokratyczna) – 34 227 096 głosów – 49,7% głosów (303 elektorskie)
- Richard Nixon (Kalifornia, Partia Republikańska) – 34 107 646 głosów – 49,5% głosów (219 elektorskich)
- Harry F. Byrd Jr. (Wirginia, Partia Demokratyczna) – 15 głosów elektorskich

## Wybory prezydenckie w Stanach Zjednoczonych w 1964 roku
- Lyndon Johnson (Teksas, Partia Demokratyczna) – 42 825 463 głosy – 61,31% głosów (486 elektorskich)
- Barry Goldwater (Arizona, Partia Republikańska) – 27 146 969 głosy – 38,69% głosów (52 elektorskie)

## Wybory prezydenckie w Stanach Zjednoczonych w 1968 roku
- Richard Nixon (Kalifornia, Partia Republikańska) – 31 710 470 głosów – 43,72% głosów (301 elektorskich)
- Hubert Humphrey (Minnesota, Partia Demokratyczna) – 30 898 055 głosów – 42,6% głosów (191 elektorskich)
- George Wallace (Alabama, Amerykańska Partia Niezależnych) – 9 906 473 głosy-13,68% (46 elektorskich)

## Wybory prezydenckie w Stanach Zjednoczonych w 1972 roku
- Richard Nixon – 46 740 323 głosy – 60,7% głosów (520 elektorskich)
- George McGovern (Dakota Południowa, Partia Demokratyczna) – 28 901 598 głosów – 37,5% głosów (17 elektorskich)
- John Hospers (Kalifornia, Partia Libertariańska) – 3676 głosów (1 elektorski)

## Wybory prezydenckie w Stanach Zjednoczonych w 1976 roku
- James E. Carter Jr. (Georgia, Partia Demokratyczna) – 40 830 763 głosy – 50,06% głosów (297 elektorskich)
- Gerald Ford (Michigan, Partia Republikańska) – 39 147 793 głosy – 48,00% głosów (240 elektorskich)
- Ronald Reagan (Kalifornia, Partia Republikańska) – 1 głos elektorski

## Wybory prezydenckie w Stanach Zjednoczonych w 1980 roku
- Ronald Reagan – 43 901 812 głosy – 50,7% głosów (489 elektorskich)
- James E. Carter Jr. – 35 483 820 głosów – 41,0% głosów (49 elektorskich)

## Wybory prezydenckie w Stanach Zjednoczonych w 1984 roku
- Ronald Reagan – 54 455 472 głosy – 59,16% głosów (525 elektorskich)
- Walter Mondale (Minnesota, Partia Demokratyczna) – 37 577 352 głosy – 40,84% głosów (13 elektorskich)

## Wybory prezydenckie w Stanach Zjednoczonych w 1988 roku
- George H. W. Bush (Teksas, Partia Republikańska) – 48 882 808 głosów – 53,9% głosów (426 elektorskich)
- Michael Dukakis (Massachusetts, Partia Demokratyczna) – 41 807 430 – 46,1% głosów (111 elektorskich)
- Lloyd Bentsen (Teksas, Partia Demokratyczna) – 1 głos elektorski

## Wybory prezydenckie w Stanach Zjednoczonych w 1992 roku
- William J. Clinton (Arkansas, Partia Demokratyczna) – 44 908 254 głosy – 43,28% głosów (370 elektorskich)
- George H.W. Bush – 39 102 343 głosy – 37,68% głosów (168 elektorskich)

## Wybory prezydenckie w Stanach Zjednoczonych w 1996 roku
- William J. Clinton – 47 402 357 głosów – 50,06% głosów (379 elektorskich)
- Robert Dole (Kansas, Partia Republikańska) – 39 198 755 głosów – 41,39% głosów (159 elektorskich)

## Wybory prezydenckie w Stanach Zjednoczonych w 2000 roku
- George W. Bush (Teksas, Partia Republikańska) – 50 456 002 głosy – 47,86%  (271 elektorskich)
- Al Gore (Tennessee, Partia Demokratyczna) – 50 999 897 głosów – 48,38% (266 elektorskich)

## Wybory prezydenckie w Stanach Zjednoczonych w 2004 roku
- George W. Bush – 62 040 610 głosów – 50,73% (286 elektorskich)
- John F. Kerry (Massachusetts, Partia Demokratyczna) – 59 028 444 głosów – 48,27% (251 elektorskich)
- John R. Edwards (Karolina Północna, Partia Demokratyczna) – 1 głos elektorski

## Wybory prezydenckie w Stanach Zjednoczonych w 2008 roku
- Barack H. Obama Jr. (Illinois, Partia Demokratyczna) – 69 445 229 głosów – 52,92% (365 elektorskich)
- John S. McCain III (Arizona, Partia Republikańska) – 59 923 677 głosów – 45,66% (173 elektorskie)

## Wybory prezydenckie w Stanach Zjednoczonych w 2012 roku
- Barack H. Obama Jr. – 65 915 795 głosów – 51,06% (332 elektorskie)
- Mitt Romney (Massachusetts, Partia Republikańska) – 60 933 504 głosów – 47,2% (206 elektorskich)

## Wybory prezydenckie w Stanach Zjednoczonych w 2016 roku
- Donald Trump (Nowy Jork, Partia Republikańska) – 62 984 828 – 46,09%  (304 elektorskie)
- Hillary Clinton (Nowy Jork, Partia Demokratyczna) – 65 853 514 – 48,18% (227 elektorskich)
- Colin Powell (Nowy Jork, Partia Republikańska) – 3 głosy elektorskie
- Bernie Sanders (Vermont, niezależny) – 1 głos elektorski
- Faith Spotted Eagle (Dakota Południowa, niezależna) – 1 głos elektorski
- Ron Paul (Teksas, Partia Libertariańska) – 1 głos elektorski
- John Kasich (Ohio, Partia Republikańska) – 1 głos elektorski

## Wybory prezydenckie w Stanach Zjednoczonych w 2020 roku
- Joe Biden (Delaware, Partia Demokratyczna) – 81 283 501 – 51,31% (306 elektorskie)
- Donald Trump (Floryda, Partia Republikańska) – 74 223 975 – 46,85% (232 elektorskie)

## Wybory prezydenckie w Stanach Zjednoczonych w 2024 roku
- Donald Trump – 77 302 580 – 49,80% (312 elektorskich)
- Kamala Harris (Kalifornia, Partia Demokratyczna) – 75 017 613 – 48,32% (226 elektorskich)